# Obergrabenpresse

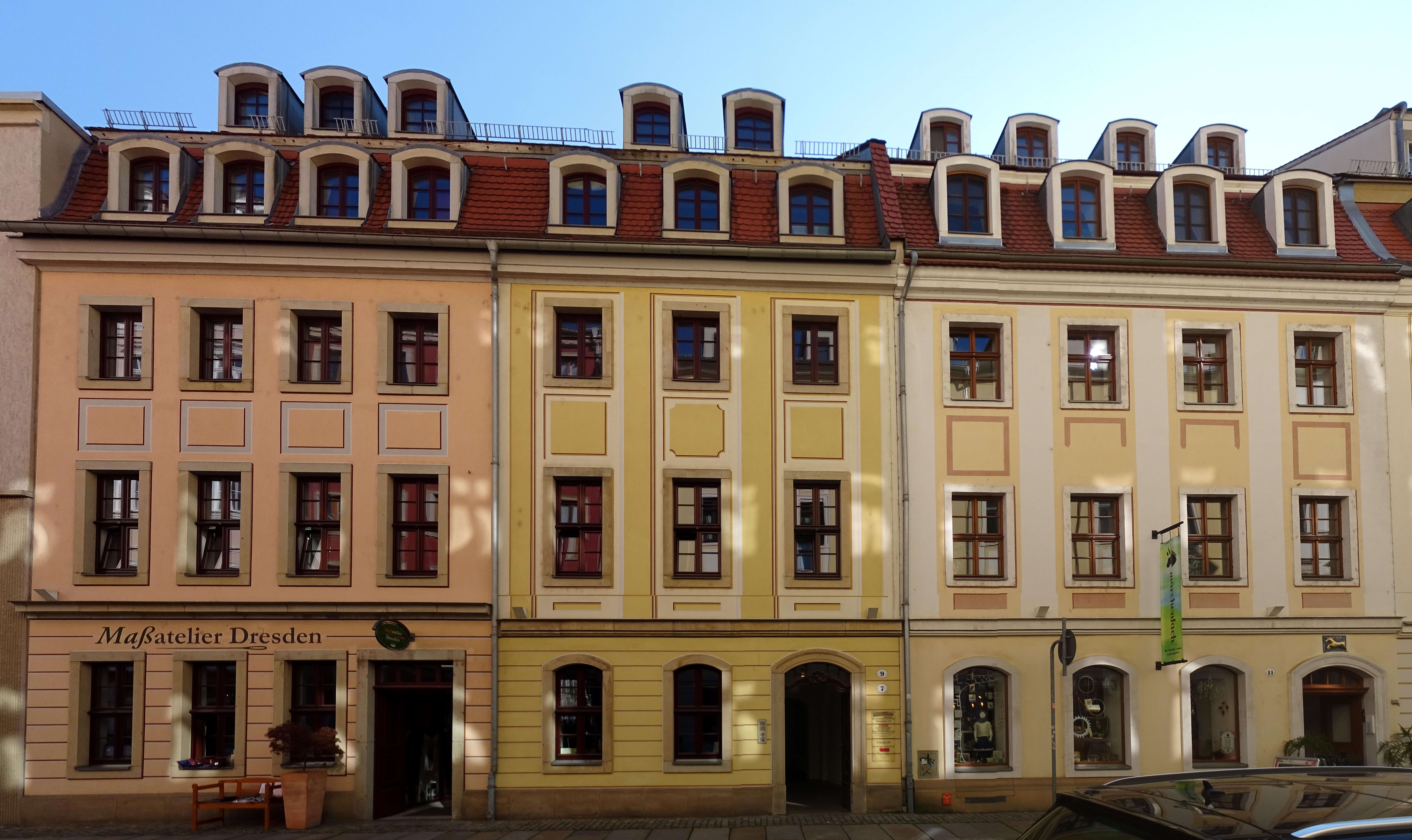
Haus Obergraben 9, Namensgeber der Obergrabenpresse

Die Obergrabenpresse war eine freie Druckwerkstatt, Druckerei, Galerie sowie ein Verlag in Dresden. Sie wurde 1978 von den Malern Eberhard Göschel, Peter Herrmann, Ralf Winkler (A. R. Penck), dem Drucker Jochen Lorenz und dem Lyriker Bernhard Theilmann gegründet und existierte bis 2008.

## Standorte
Die Obergrabenpresse befand sich vor ihrer offiziellen Gründung ab 1976 zunächst im ehemaligen Atelier Eberhard Göschels auf der Gostritzer Straße 92 in Gostritz. Es war ein zweigeschossiger Flachbau im rückwärtigen Bereich des Grundstücks: Im Erdgeschoss befand sich zu der Zeit eine Sanitärtischlerei; die Obergrabenpresse nutzte mehrere Räume in der zweiten Etage. Nach dem Umzug der Obergrabenpresse bezog zunächst Siegmar Faust die Wohnung; Ralf Winkler nutzte sie anschließend bis 1980 als Wohnatelier.
Die Obergrabenpresse zog 1978 in eine Wohnung in der ersten Etage des Hauses Obergraben 9 in der Inneren Neustadt um, die zuvor Göschels Atelier gewesen war. Im Jahr 1982 erweiterte sich die Obergrabenpresse und bezog zusätzlich eine Zweiraumwohnung im Gebäude Obergraben 9. Als das Haus Obergraben 9 saniert werden sollte, zog die Obergrabenpresse Ende 1982 in das Haus Ritzenbergstraße 5 in der Wilsdruffer Vorstadt um. Von September 1997 bis Sommer 2008 nutzte die Obergrabenpresse das Gebäude Eisenbahnstraße 2 auf dem Gelände des ehemaligen Leipziger Bahnhofs.

## Geschichte

### Anfänge

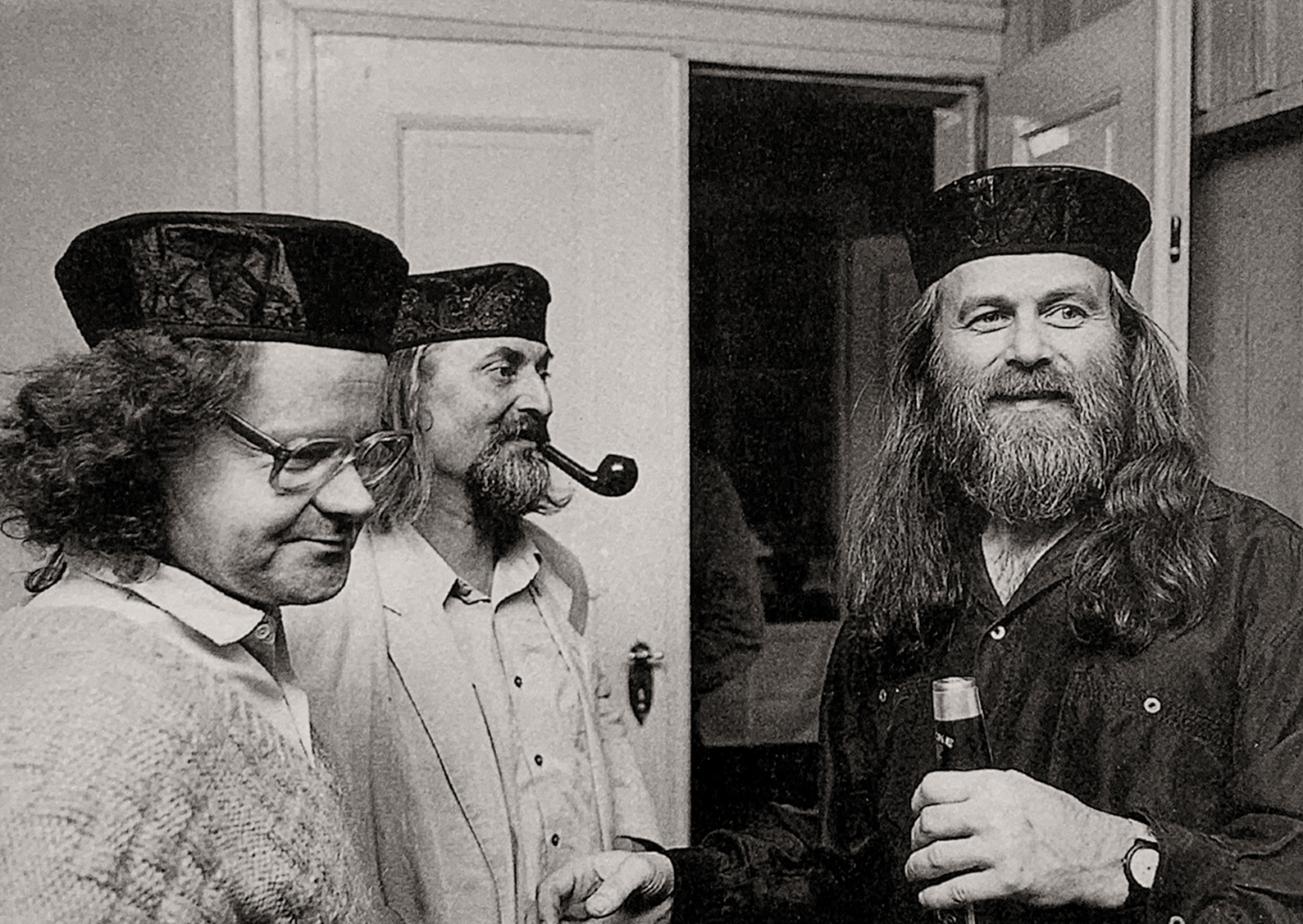
Jochen Lorenz, Eberhard Göschel und Bernhard Theilmann (v. l. n. r.), 1993

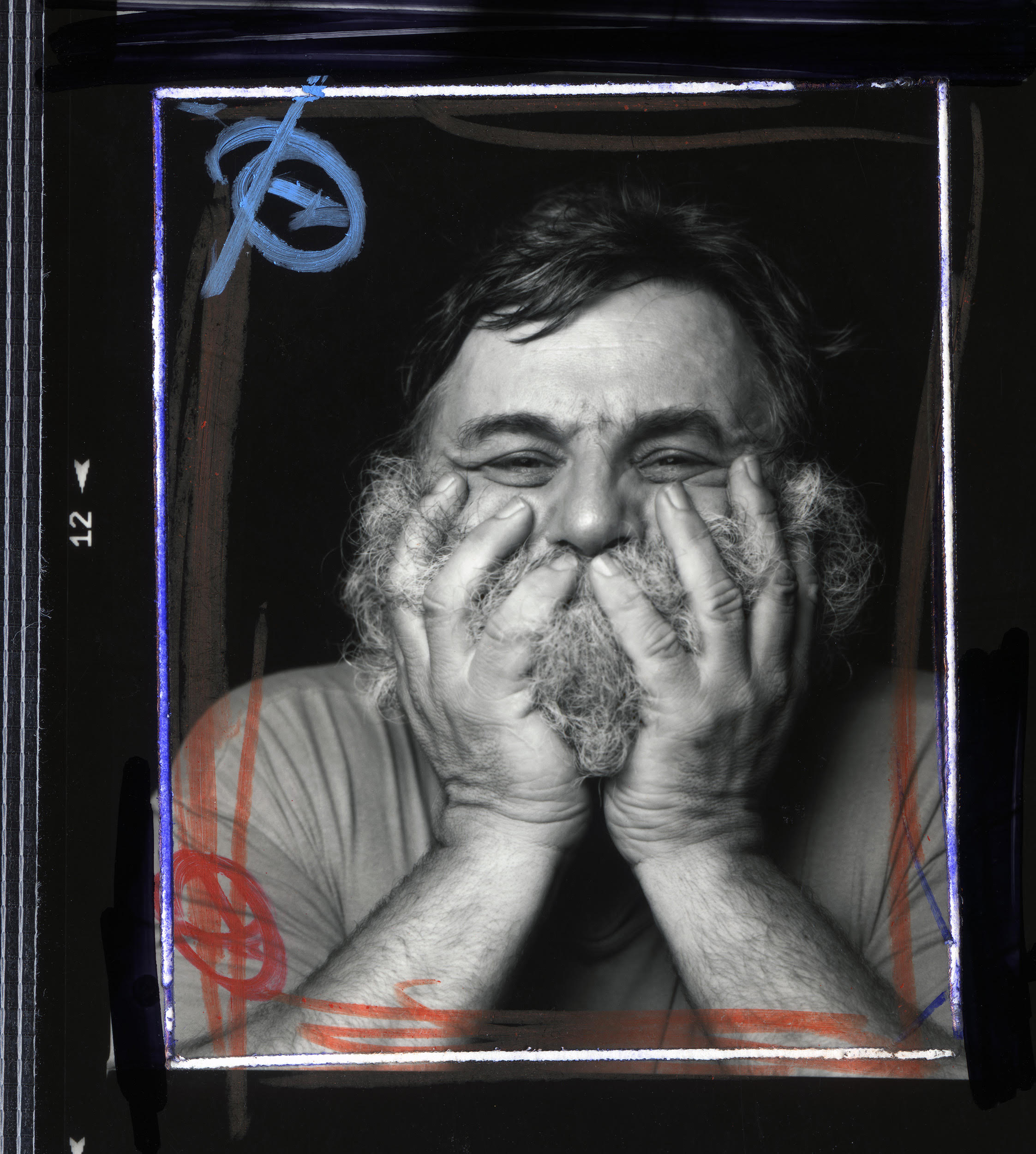
A. R. Penck, 1994. Porträt von Oliver Mark.

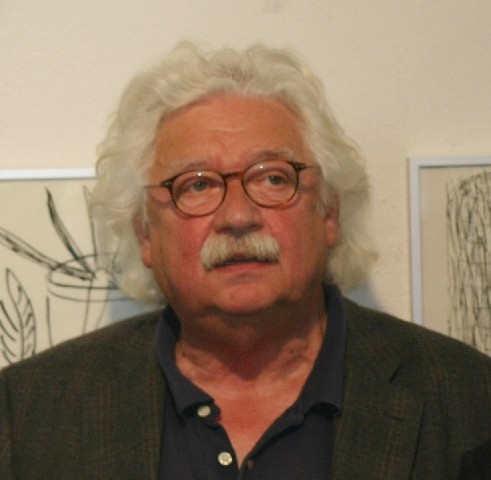
Peter Herrmann, 2012

Die Gründer der Obergrabenpresse waren Eberhard Göschel, Peter Herrmann, Ralf Winkler, Jochen Lorenz und Bernhard Theilmann. Theilmann und Göschel waren seit frühester Kindheit miteinander befreundet, Herrmann und Winkler kannten sich seit ihrer Jugend und waren mit Göschel seit 1968 befreundet und Lorenz war Teil des engeren Freundeskreises von Theilmann. Bereits im Sommer 1976 hatte die Gruppe die Idee, Grafiken Göschels und Gedichte Theilmanns miteinander zu kombinieren und zu drucken. Zur Verfügung stand der Gruppe eine Andruckpresse der J. G. Mailänder Druckmaschinenfabrik aus dem Jahr 1908, die Peter Herrmann gehörte und die der Druckmaschinenbauer Bernhard Theilmann instand setzte. Der gelernte Drucker Jochen Lorenz, der zu der Zeit als Offsetdrucker bei der Deutschen Reichsbahn arbeitete und im Rahmen von Abendschulkursen an der Hochschule für Bildende Künste Dresden auch Radierungen gedruckt hatte, fertigte 1977 im ehemaligen Atelier Göschels in Gostritz erste Probedrucke mit Radierungen Göschels und Herrmanns an. Zudem entstanden Probedrucke für eine „grafiklyrik“-Mappe. Schon 1978 zog die Druckwerkstatt in die Wohnung am Standort Obergraben 9 um. Die einzelnen Zimmer der Wohnung dienten dabei als Ätzraum, Druckraum und Papierlager. Die Druckwerkstatt wurde nach Ralf Winklers Credo „Vom Untergrund in den Obergrund“ und dem Standort schließlich 1978 „Obergrabenpresse“ genannt.
Die Obergrabenpresse verstand sich als „selbstverwaltete Werkstatt, Druckerei, Verlag, Galerie“ und war „ein für DDR-Verhältnisse unerhörtes und deshalb einmaliges Unternehmen“. Bernhard Theilmann resümierte rückblickend: „Eine private Druckwerkstatt zu gründen, war schon ein bisschen anarchistisch. Dabei schufen wir nur für uns und befreundete Künstler Raum zum Arbeiten, Ausstellen und Verlegen – allerdings ohne gesetzliche Erlaubnisse“. Er fasste in einem Interview 2004 zusammen: „Es war alles nicht verboten – und es war auch alles nicht erlaubt.“

### Editionen ab 1978
Die erste Publikation der Obergrabenpresse war 1978 die auf 50 Exemplare begrenzte Edition grafiklyrik 1 mit Gedichten von Theilmann und Aquatinta-Radierungen von Göschel, die mit offizieller Druckgenehmigung erschien. Die Grafiken druckte Jochen Lorenz, während Buchdrucker Lutz Wolfram die Gedichte setzte und druckte. grafiklyrik 1 wurde per Selbstvermarktung vertrieben und war schnell vergriffen. Die Kosten für eine Mappe beliefen sich auf 150 Mark. Da die Obergrabenpresse kein offizieller Verlag war und daher keine Gewinne erzielen durfte, kamen die Einnahmen den Künstlern zu, deren Werke verkauft wurden; ein kleiner Teil wurde als Materialkosten umgelegt bzw. half als Spende, neue Projekte vorzufinanzieren. Bereits 1979 erschien mit grafiklyrik 2 die zweite Kunstedition der Obergrabenpresse, die diesmal Holzschnitte von Peter Herrmann und Gedichte von Michael Wüstefeld vereinte. Die auf 50 Exemplare limitierte Edition hatte ebenfalls eine offizielle Druckgenehmigung erhalten. Beide Druckgenehmigungen wurden 1985 vom Rat des Bezirkes Dresden, Abteilung Kultur, als „in Unkenntnis erteilt…“ bezeichnet, da nur „Einrichtungen des sozialistischen Handels, der Verlage und des Kulturbundes“ Grafikeditionen drucken durften.
Bereits früh wurde die Obergrabenpresse im Kunstbetrieb wahrgenommen, so erwähnte Lothar Lang die Gruppe 1979 in der Publikation Der Graphiksammler. Werner Schmidt, dessen „Integrität hilft, das anarchistische Tun der Obergrabenpresse zu legalisieren“, erwarb regelmäßig Grafikmappen und Einzeldrucke für das Kupferstichkabinett Dresden. Drucker Jochen Lorenz wurde 1979 in den Verband Bildender Künstler aufgenommen und konnte so seiner künstlerischen Arbeit offiziell nachgehen. Neben eigenen Veröffentlichungen verwirklichte die Obergrabenpresse auch Ausstellungen, in der Regel von Künstlern, die in der Obergrabenpresse drucken ließen.
Die dritte Edition der Obergrabenpresse war für 1980 geplant und sollte unter dem Titel grafiklyrik 3 – Kneipen und Kneipentexte Radierungen und Gedichte von Ralf Winkler enthalten. Eine Druckgenehmigung erhielt die Obergrabenpresse nicht, sodass Winkler „seine Sprüche mit der Nadel ins Zink [furchte]“ und so die Druckgenehmigung umging. Kneipen und Kneipentexte erschien 1980 gedruckt von Jochen Lorenz in einer Auflage von 50 Exemplaren; Grafikdrucke waren bis zu einer Anzahl von 99 Exemplaren genehmigungsfrei. Zum Zeitpunkt der Veröffentlichung war Winkler bereits ausgebürgert worden und in die Bundesrepublik gezogen; im Jahr 1983 verließ Peter Herrmann die DDR und ging nach Hamburg.
Die Obergrabenpresse erweiterte sich 1982 und bezog zusätzlich eine Zweizimmerwohnung im Gebäude Obergraben 9. Neben der Andruckpresse stand der Gruppe nun zudem eine Kupferdruckpresse zur Verfügung, die Eberhard Göschel organisiert hatte und die in den neuen Räumlichkeiten aufgestellt wurde. Neben dem Band gedichte mit radierten Gedichten von Sascha Anderson, Bernhard Theilmann und Michael Wüstefeld erschien 1982 ebenso der Gedichtband das normale versteh wäre krieg mit Werken von Bernhard Theilmann, die dieser als Radierungen in Asphaltlack umsetzte.
Als das marode Haus Obergraben 9 renoviert wurde, zog die Obergrabenpresse im Spätherbst 1982 in die Erdgeschossräume einer früheren Ladenwohnung im Haus Ritzenbergstraße 5 um. Das erste in den neuen Räumen entstandene Werk hieß Ritze und erschien 1983. Die vierte grafiklyrik-Edition versammelte Grafiken von Dieter Goltzsche, Michael Morgner, Strawalde, Max Uhlig, Claus Weidensdorfer und Ralf Winkler und Lyrik von Adolf Endler, Elke Erb, Eberhard Häfner, Uwe Hübner, Bert Papenfuß und Rüdiger Rosenthal. Um das Druckverbot zu umgehen, schrieben die Lyriker ihre Gedichte für alle 40 Druckexemplare mit der Hand ab. In den Räumen der Obergrabenpresse arbeiteten 1983 während der Internationalen Dresdner Graphikwerkstatt auch ausländische Künstler, was einer staatlichen Duldung der Obergrabenpresse gleichkam.

### Verfolgung durch die Staatssicherheit und Entwicklung bis 1989

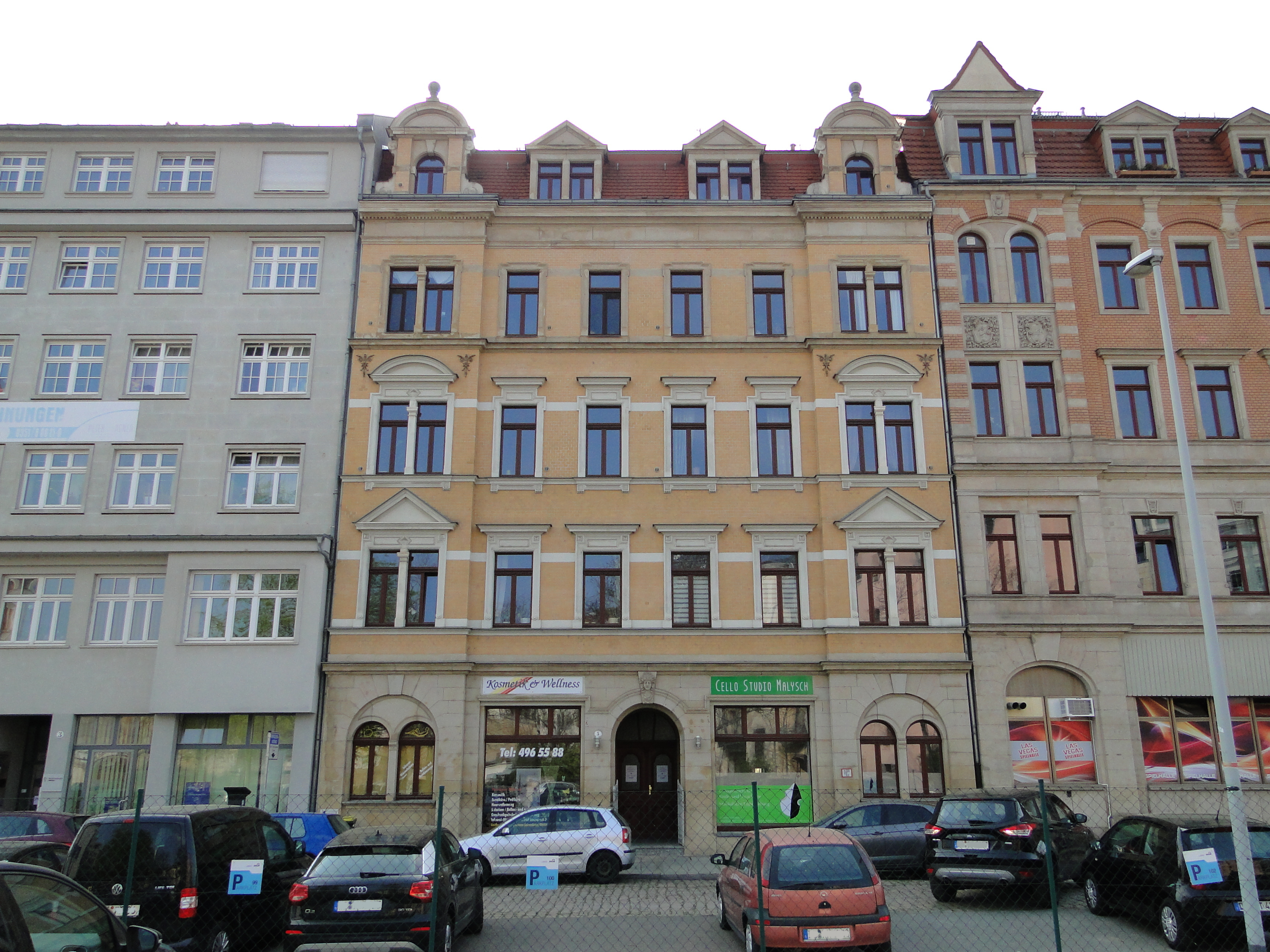
Haus Ritzenbergstraße 5, Sitz der Obergrabenpresse von 1982 bis 1997

Die Anthologie gedichte, die 1982 erschienen war, war als erste Ausgabe einer Buchreihe gedacht. Theilmann hatte ein Exemplar des Buchs an Schriftsteller Siegmar Faust geschickt, der 1976 in die Bundesrepublik ausgereist war. Faust rezensierte den Gedichtband am 1. März 1984 in der Zeitung Die Welt unter dem Titel Falke überm Schreckenstein und stellte ihn als erstes illegales Werk (Samisdat) der DDR und die Autoren als „Menschen, die die Verfassungsgrundsätze [der DDR] in Frage stellen“, dar. Dies führte von staatlicher Seite zum Operativplan Schreckenstein, der die „Zerstörung der Vorbilder Göschel, Theilmann und Wüstefeld für den oppositionellen/negativen Nachwuchs aus den Bereichen Bildende Kunst und Schreibende“ zum Ziel hatte. Sascha Anderson, der ebenfalls an gedichte beteiligt war, arbeitete zu der Zeit bereits als Inoffizieller Mitarbeiter des Ministeriums für Staatssicherheit und wurde nicht verfolgt.
Die operative Maßnahme Schreckenstein wurde am 14. Mai 1984 umgesetzt, wobei Göschel, Lorenz, Wüstefeld und Theilmann im Volkspolizeikreisamt auf der Schießgasse verhört wurden. Ihre „Zuführung“ erfolgte laut Plan dabei „von den Wohnorten bzw. Arbeitsstellen aus“ mit dem Ziel, die einzelnen Mitglieder an ihren Arbeitsstellen zu isolieren. In ihrer Abwesenheit wurden die Räume auf der Ritzenbergstraße 5 mit Abhörtechnik versehen. Ein Ermittlungsverfahren wegen „staatsfeindlicher Hetze“ wurde nach kurzer Zeit eingestellt. In der Folgezeit kam es zu weiteren staatlichen Behinderungsversuchen: Unter den veröffentlichten Radierungen der Mappe Ritze aus dem Jahr 1983 befand sich auch ein Werk von Ralf Winkler, was – neben einem gedruckten Impressum, für das keine Druckerlaubnis vorlag, – zu einem erneuten Vorgang beim Rat des Bezirkes führte. Göschel wurde dabei letztmals angewiesen, sich an staatliche Auflagen zu halten; so sei die Obergrabenpresse offiziell lediglich eine „künstlereigene Druckerei“, die weder angemeldet noch registriert sei und der es daher untersagt sei, „Grafik in Form von Editionen herauszubringen“. Journalist Tomas Petzold nannte die Obergrabenpresse rückblickend „eine Institution, die bis 1989 offiziell keine sein durfte“. Ab 1988 versuchte das Ministerium für Staatssicherheit, Eberhard Göschel als Inoffiziellen Mitarbeiter darzustellen, um die Künstlergruppe zu stören, was jedoch am engen Zusammenhalt der Gruppe und der damit einhergehenden Vertrauensbasis scheiterte.
Ab 1986 realisierte die Obergrabenpresse das Großprojekt Treibsand, eine Anthologie mit Grafiken von 29 jungen Künstlern, das 1989 mit Treibsand II fortgesetzt und abgeschlossen wurde. Es folgten 1989 die Grafikmappen Rost und Rouge mit Werken von Göschel und Theilmann sowie grafiklyrik 5 mit Werken von Claus Weidensdorfer und Lutz Rathenow.

### Entwicklung ab 1990

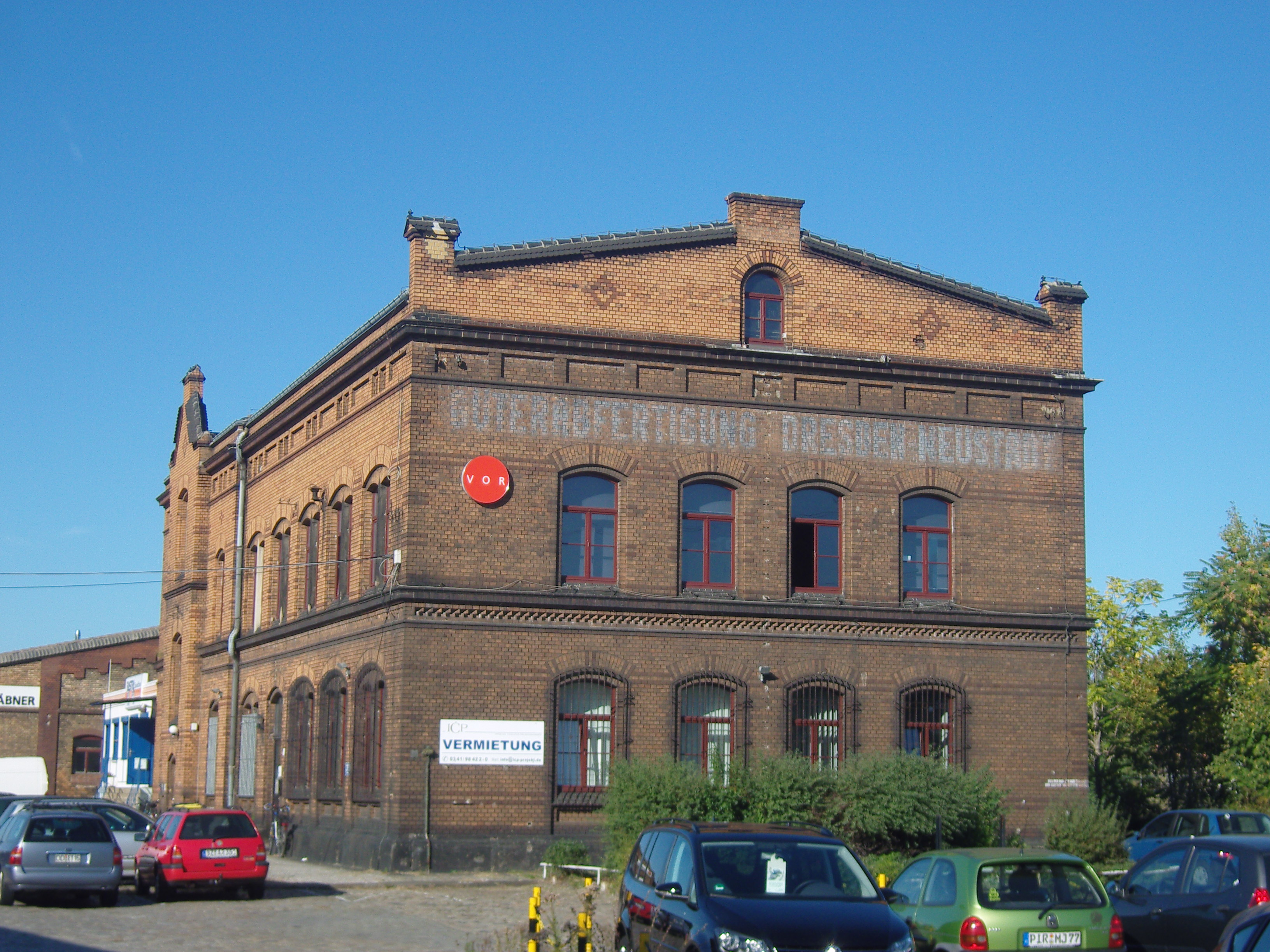
Eisenbahnstraße 2, Sitz der Obergrabenpresse von 1997 bis 2008

Aus dem Bestand eines Bitterfelder Kulturhauses erwarb Eberhard Göschel nach einem Hinweis von Wolfgang Petrovsky für die Obergrabenpresse eine Kupferdruckpresse aus der Zeit um 1900, die ab 1990 im Atelier auf der Ritzenbergstraße 5 zum Einsatz kam. Bereits im Frühjahr 1991 zeigte eine Ausstellung in den Räumen der Obergrabenpresse auf der neuen Kupferdruckpresse entstandene großformatige Aquatinta-Radierungen Göschels. In kurzer Folge veröffentlichte die Obergrabenpresse 1992 die Editionen Zink (Petra Kasten, Yuri Winterberg), Nackte Tatsachen (Reinhard Sandner) und Lavater oder die Herren der Gesellschaft (Sonja Zimmermann). Ab 1993 hatte die Obergrabenpresse den Status einer Gesellschaft bürgerlichen Rechts und hieß amtlich Obergrabenpresse GbR Göschel Lorenz Theilmann. Neben eigenen Editionen diente die Obergrabenpresse auch als Druckwerkstatt für externe Künstler und Studenten der Hochschule für Bildende Künste Dresden. Ab 1994 arbeitete beispielsweise der befreundete Künstler Lutz Fleischer mit der Obergrabenpresse zusammen und realisierte hier Radierungen. Zu weiteren Künstlern, die in der Obergrabenpresse drucken ließen, gehörten Ralf Kerbach, Hans Scheib, Christine Schlegel und Cornelia Schleime.
Aus einer Ausstellung 1992 in Kalkutta, an der unter anderem auch Eberhard Göschel beteiligt war, entstand die Idee einer Zusammenarbeit der Obergrabenpresse mit der Künstlerkolonie ArtsAcre, die 1995 in einer Ausstellung im Dresdner Kulturrathaus und der Edition Shuttle mündete. Sie versammelte je 14 Grafiker und Lyriker aus Deutschland und Indien. Die Ausstellung wurde in Dresden, Leipzig und Berlin gezeigt und 1995 in Anwesenheit von Bernhard Theilmann und Jochen Lorenz auch in Kalkutta eröffnet. Ab Anfang September 1997 war die Obergrabenpresse Teil der Ausstellung Boheme & Diktatur in der DDR (Ausstellungsbereich Gegen-Druck. Bücher und Zeitschriften im Selbstverlag) im Deutschen Historischen Museum in Berlin.
Letztmals zog die Obergrabenpresse im September 1997 um, da das Wohnhaus auf der Ritzenbergstraße 5 baufällig geworden war. Neues Domizil wurde das Gebäude Eisenbahnstraße 2 auf dem Gelände des ehemaligen Leipziger Bahnhofs in Dresden. Es bot bessere Platzverhältnisse als die Räume auf der Ritzenbergstraße und erlaubte beispielsweise eine umfangreichere Nutzung der Kupferdruckpresse. Im Jahr 1998 feierte die Obergrabenpresse ihr 20-jähriges Bestehen und veröffentlichte aus diesem Anlass eine Einzelblattedition mit Werken unter anderem von Lutz Fleischer, Eberhard Göschel, Peter Herrmann, Ralf Winkler und Strawalde. Das Kupferstichkabinett Dresden ehrte die Gruppe mit der Sonderausstellung Unter Druck – 20 Jahre Obergrabenpresse Dresden, die vom 5. Mai bis 6. August 1999 im Kupferstichkabinett Dresden gezeigt wurde sowie anschließend in der Kulturbrauerei Berlin (bis September 1999) und der Städtischen Galerie Albstadt (Februar bis April 2000). Den Status der GbR gab die Obergrabenpresse 2004 auf, blieb jedoch eine feste Größe innerhalb der Dresdner Kunstszene. Der Öffentlichkeit wurden Druckverfahren beispielsweise im Rahmen des Tages des offenen Ateliers gezeigt, an denen sich die Obergrabenpresse noch 2006 beteiligte.
Die Obergrabenpresse wurde im Sommer 2008 aufgelöst, als die Räumlichkeiten überraschend gekündigt wurden und ein erneuter Umzug auch aufgrund der großen Druckmaschinen nicht mehr infrage kam. Die Kupferdruckmaschine wurde anschließend in der Grafikwerkstatt der Technischen Sammlungen Dresden aufgestellt. Die Obergrabenpresse war Teil der Ausstellung Ohne Uns! zu Kunst und alternativer Kultur in Dresden vor und nach 1989, die von 2009 bis 2010 in der Prager Spitze zu sehen war.
Drucke und Editionen der Obergrabenpresse befinden sich im Bestand unter anderem des Kupferstichkabinetts Dresden, der Grafiksammlung der SLUB, des Kupferstichkabinetts Berlin und der Albertina Wien.

## Werke

### Editionen
- 1978: grafiklyrik 1 – Aquatinta-Radierungen von Eberhard Göschel, Gedichte von Bernhard Theilmann, 50 Exemplare
- 1979: grafiklyrik 2 – Holzschnitte von Peter Herrmann, Gedichte von Michael Wüstefeld, 50 Exemplare
- 1980: grafiklyrik 3 Kneipen und Kneipentexte – Radierungen und Gedichte von A. R. Penck, 50 Exemplare
- 1982: gedichte – Gedichte als Radierungen von Sascha Anderson, Bernhard Theilmann, Michael Wüstefeld, 30 Exemplare (Nachauflage 1984: 50 Exemplare)
- 1982: das normale versteh wäre krieg – Texte als Radierungen von Bernhard Theilmann (als Jakob Richard Bernhard Theilmann), 5 Exemplare (Nachauflage 1999: 5 Exemplare)
- 1983: grafiklyrik 4 Ritze – Grafiken von Dieter Goltzsche, Michael Morgner, Strawalde, Max Uhlig, Claus Weidensdorfer, Ralf Winkler und Lyrik von Adolf Endler, Elke Erb, Eberhard Häfner, Uwe Hübner, Bert Papenfuß, Rüdiger Rosenthal, 40 Exemplare
- 1986: Treibsand I – Grafiken von Jürgen Dreißig, Tobias Ellmann, Clemens Gröszer, Angela Hampel, Klaus Hähner-Springmühl, Andreas Hanske, Michael Hengst, Wolfgang Henne, Udo Lenkisch, Werner Liebmann, Akos Novaky, Reinhard Sandner, Wolfram Adalbert Scheffler, Christine Schlegel, Wolfgang Smy, Michael Wirkner, Karla Woisnitza, 40 Exemplare
- 1989: Treibsand II – Grafiken von Sándor Dóró, Michael Freudenberg, Ellen Fuhr, Andreas Garn, Bernd Hahn, Petra Kasten, Manfred Kloppert, Maja Nagel, Frank Seidel, Gudrun Trendafilov, Sonja Zimmermann, 40 Exemplare
- 1989: grafiklyrik 5 – Kaltnadel-Radierungen von Claus Weidensdorfer, Gedichte von Lutz Rathenow, 40 Exemplare
- 1989: Rost und Rouge – Aquatinta-Radierungen von Eberhard Göschel, Gedichte von Bernhard Theilmann, 30 Exemplare
- 1992: Zink – Radierungen von Petra Kasten, mit Text von Yuri Winterberg, 30 Exemplare
- 1992: Nackte Tatsachen – Kaltnadel-Radierungen von Reinhard Sandner, 30 Exemplare
- 1992: Lavater oder die Herren der Gesellschaft – Radierungen von Sonja Zimmermann, 4 Exemplare
- 1993: Partitur – Aquatinta-Radierungen von Eberhard Göschel
- 1995: Shuttle – Grafiken von Lutz Fleischer, Eberhard Göschel, Peter Herrmann, Reinhard Sandner, Max Uhlig, Claus Weidensdorfer, Sonja Zimmermann und Dip Banerjee, Shipra Bhattacharya, Kinkar Ghosh, Shakti Karmakar, Somenath Maity, Munindra Rajbongshi, Shuvaprasanna; Gedichte von Lothar Barth, Andreas Hegewald, Uwe Hübner, Lothar Koch, Gregor Kunz, Bernhard Theilmann, Michael Wüstefeld und Sakti Chattopadhyay, Alokeranjan Dasgupta, Sunil Gangopadhyay, Sankha Ghosh, Joy Goswami, Dibyendu Palit, Mallika Sengupta
- 1998: Einzelblatt-Edition 20 Jahre Obergrabenpresse – Grafiken von Lutz Fleischer, Eberhard Göschel, Peter Herrmann, Petra Kasten, Michael Morgner, A. R. Penck, Reinhard Sandner, Strawalde, Claus Weidensdorfer, Sonja Zimmermann, 10 Exemplare
- 2001: grafiklyrik 6 Das Greisenalter, voilà – Radierungen von Lutz Fleischer, Gedichte von Adolf Endler, 40 Exemplare

### Weitere Drucke (Auswahl)
- 1979: Landschaftliche Fragmente – Radierung von Ralf Winkler, Einzelexemplar
- 1981: Fürstenauer Blätter – Holzschnitte von Peter Herrmann, 15 Exemplare
- 1981: die lust der artisten – zweifarbige Radierung von Bernhard Theilmann, Einzelexemplar
- 1987: Besteigung des Ätna – Aquatinta-Radierungen von Eberhard Göschel, 30 Exemplare
- 1988: Gegenlicht – Radierungen von Eberhard Göschel, 50 Exemplare
- 1988: Fastnachtsspuk im Wallgäßchen – Aquatinta-Radierungen von Hans Körnig, 50 Exemplare
- 1994: Der Vogel mit dem Kinderkopf – Kaltnadelradierung von Reinhard Sandner, Einzelexemplar
- 1995: Großes und kleines Tier – Radierung von Petra Kasten, Einzelexemplar
- 1995: Probedrucke für Kupferne Erzählungen, Paare und Passanten – Radierungen von Max Uhlig
- 1998: Äolische Wahlverwandtschaften – 3 Radierungen von Sonja Zimmermann, Einzelexemplar
- 1998: Tanzende Gesellschaft vor einer Stadtsilhouette – Kaltnadelradierung von Claus Weidensdorfer